# Indonesien
Indonesien, officiellt Republiken Indonesien (indonesiska: Republik Indonesia), är en stat i Sydostasien och Oceanien (västra Stilla havet). Indonesien består av över 13 000 öar och 33 provinser. Med över 252 miljoner invånare är det världens fjärde folkrikaste land och har världens största muslimska befolkning. Indonesien är en republik med en vald lagstiftande församling och president. Landets huvudstad är Jakarta. Landet gränsar till Papua Nya Guinea, Östtimor och Malaysia. Andra grannländer är Singapore, Brunei, Filippinerna, Australien, Thailand och de indiska territorierna Andamanerna och Nikobarerna. Indonesien är en av grundarna av ASEAN och är medlem av G20. Indonesien har världens artonde största ekonomi efter nominell BNP och femtonde största efter köpkraftsparitet.
Den indonesiska övärlden har varit en viktig handelsregion sedan åtminstone 600-talet då Srivijaya och senare Majapahit förde handel med Kina och Indien. Lokala härskare absorberade gradvis utländska kulturella, religiösa och politiska modeller från de första århundradena f.Kr. och hinduiska och buddhistiska kungariken blomstrade. Indonesisk historia har påverkats av utländska makter som har dragits till dess naturresurser. Muslimska handelsmän förde dit islam och europeiska makter förde dit kristendomen och kämpade mot varandra för att monopolisera handeln i Kryddöarna Moluckerna, under upptäcktsresornas epok. Efter tre och ett halvt sekel av holländsk kolonialism, säkrade Indonesien sin självständighet efter andra världskriget. Indonesiens historia har sedan dess varit turbulent, med utmaningar som naturkatastrofer, korruption, separatism, en demokratiseringsprocess och perioder av snabb ekonomisk förändring.
Tvärs över sina många öar består Indonesien av distinkta etniska, språkliga och religiösa grupper. Den javanesiska är den största och den politiskt dominerande etniska gruppen. Indonesien har utvecklat en gemensam identitet definierad av ett nationellt språk, etnisk mångfald, religiös pluralism inom majoriteten av den muslimska befolkningen och en historia av kolonialism, inklusive rebelliskt uppror mot Indonesiens nationella motto "Bhinneka Tunggal Ika" ("Enighet i mångfald", bokstavligen "många, men ändå en") som artikulerar den mångfald som formar landet. Trots sin stora befolkning och tätbefolkade regioner har Indonesien stora områden av vildmark som stöder världens näst högsta nivå av biologisk mångfald. Landet är rikt på naturresurser, men fattigdomen är utbredd i dagens Indonesien.

## Etymologi
Namnet Indonesien är bildat av latinets Indus, "Indien", och grekiskans nesos, "ö". Nederländerna kallade landet omväxlande Malajiska arkipelagen (Maleische Archipel) och Nederländska Östindien (Nederlandsch Oost Indïes), och det var en brittisk etnolog, George Earl, som först använde det nuvarande namnet. Först under början av 1900-talet blev namnet Indonesien mera vedertaget, och från 1913 med Suwardi Suryaningrat i spetsen var det även det namn som inhemska nationalister använde.

## Historia

### Äldre historia
Fossilfynd tyder på att öarna har varit bebodda av Homo erectus (Javamänniskan) redan för mer än en miljon år sedan. Homo floresiensis ("hobbitar") levde kvar på ön Flores fram till relativt nyligen, kanske 12 000–20 000 år sedan. Moderna människor (Homo sapiens) kom till regionen för 50 000–60 000 år sedan. Sannolikt rörde det sig om förfäder till Australiens aboriginer. Det malajiska folk som utgör majoritet kom till området omkring 1000 f.Kr., och de idealiska odlingsförhållandena fick till följd att de utvecklade en avancerad risodling kring vilken städer, byar och kungadömen växte upp. Omkring första århundradet e.Kr. etablerades handelsförbindelser med Kina och Indien, varmed hinduism och sedan buddhism fick fäste i landet.
Under 600-talet e.Kr. uppstod Sriwijaya-riket på hinduismens och buddhismens grundval. Det blev en mäktig kuststat som genom handeln upplevde en ekonomisk och kulturell blomstring, men gick under på 1100-talet. Under 700–900-talen bildades buddhistkungadömet Sailendra och hindukungadömet Mataram i inlandet, och från denna tid kommer flera monument, som Borobudur och Prambanan. I östra Java bildades hindukungadömet Majapahit 1294, vilket omkring år 1350 utbredde sig över större delen av Indonesien. Denna epok brukar kallas landets "guldålder".
Med handelsförbindelser kom islam till Indonesien från och med 1100-talet, och araberna bildade bosättningar i bland annat Acehprovinsen. Religionen spreds, invånarna konverterade under huvudsakligen fredliga omständigheter, och bildade den indonesiska formen av islam. Under 1200-talet besökte Marco Polo öområdet, och beskrev bland annat Sumatra, av honom kallat Java minor, som bestod av åtta kungariken: ”Ön har skatter i överflöd och alla sorters kryddor, aloeträ, sandelträ, ebenholts och många andra specerier, som på grund av resans längd och den farliga seglatsen inte förs till vårt land utan finner vägen till provinserna Manji och Kataia”.

### Tidig europeisk kolonisering
Europeiska kolonisatörer kom till området under 1500-talet, och försökte få monopol på vissa naturtillgångar. Portugisen Francisco Serrão var den förste europé som kom till landet i denna avsikt, 1512, och därefter följde britter och nederländare. Portugal var huvudsakligen intresserad av kryddorna i landet, varför Moluckerna kallas Kryddöarna; Östra Timor var koloniserat av Portugal till 1975. Nederländerna vann striden om större delen av landet, och grundade 1602 Nederländska Ostindiska Kompaniet (VOC). Det varade till omkring 1800 då kompaniet gick i konkurs, varmed nederländska staten tog över kontrollen över Indonesien, och ombildade det till en koloni. Nederländarna grundade handelsstaden Batavia (Jakarta) 1619. De infödda tvingades som småskaliga jordbrukare att producera de varor som kolonisatörerna begärde.

### Holländsk koloni
År 1903 intog Nederländerna Acehprovinsen och behärskade då nästan hela dagens Indonesien. Under 1900-talet växte det fram ett starkt motstånd mot kolonialmakterna, med nationalistiska, kommunistiska och islamistiska partier, som förbjöds av staten. 1908 bildades Indonesiens första nationalistparti, småningom även ett islamiskt parti och ett kommunistparti: Kommunistpartiet förbjöds av holländarna på 1920-talet. 1927 grundade den 26-årige militären Sukarno det nya Indonesiens nationalistparti (PNI), som snabbt upplöstes av holländarna. Sukarno fängslades och deporterades till en avlägsen ö.

### Japansk ockupation
Den nederländska koloniseringen avbröts först med andra världskriget, då Japan ockuperade landet. Många invånare var först positiva till ockupationen, som sågs som en befrielse från det hatade nederländska styret. Men japanerna förde en brutal ockupationspolitik. Många i den lokala befolkningen tvingades gå med i Japans armé. Indoneserna tilläts dock börja arbeta inom statsförvaltningen vilket stärktes deras självkänsla. 

### Självständighetskriget
Efter att japanerna gett upp och lämnat landet, förklarade sig Indonesien under Sukarno självständigt från Nederländerna den 17 augusti 1945. De allierade valde ändå att återlämna landet till Nederländerna. Till att börja med tog brittiska trupper kontrollen över Indonesien. Strider utbröt mellan de indonesiska nationalisterna på ena sidan och holländarna och britterna på den andra. Britterna drog sig tillbaka 1946, medan kriget mot holländarna fortsatte, det Indonesiska självständighetskriget. Ärendet togs upp i FN, men först 1947 krävde Säkerhetsrådet eldupphör.

### Indonesien blir självständigt
Efter medling och rekommendationer från FN, erkände Nederländerna Republiken Indonesiens förenta staters självständighet den 27 december 1949. Den 28 september 1950 blev Indonesien medlem av FN.

### Sukarno blir president

Sukarno

Sukarno blev Indonesiens förste president, och försökte balansera de motstridiga krafterna i landet av en mäktig militär, islam, och kommunism, samt att stävja separatistiska grupper. År 1950 återkallades den federala författningen. Indonesien blev en unionsstat i enlighet med nationalisternas slagord "ett land, ett språk, ett folk". En provisorisk författning antogs som föreskrev att regeringen skulle vara ansvarig inför ett folkvalt parlament. Sukarnos maktbefogenheter inskränktes därmed avsevärt. Det parlamentariska systemet ledde emellertid till ständiga regeringskriser. samtidigt som landet splittrades av militära och muslimska motståndsrörelser. För att ena landet införde Sukarno 1959 ett system han kallade "styrd demokrati". 1945 års författning med starkt presidentstyre återinfördes. De enda grupperna med politiskt inflytande, utöver presidenten, var armén och Indonesiens kommunistparti (PKI), vilka Sukarno ömsom sökte stöd hos, ömsom spelade ut mot varandra.
Sukarnos styre utmärktes framför allt av sekularisering och nationellt enande av de många olikartade öarna. År 1962 intog han Irian Jaya, och han vägrade året därefter att erkänna staten Malaysia. Detta och landets ekonomiska problem ledde slutligen till folkligt missnöje. FN tvingades ingripa i Irian Jaya. Under lång tid framöver stod FN för administrationen i området, eftersom invånarna saknade utbildning. Den 1 maj 1963 överlämnade FN Irian Jaya till Indonesien, och med hjälp av FN uppnåddes vapenstillestånd i slutet av september samma år. Sedan dess är landet en indonesisk provins. Under 1963 och 1964 skedde väpnade konflikter med Malaysia.

### Upproret 1958
1955 hade Sukarno organiserat Bandung-konferensen som ett svar på att USA skapat SEATO, en politisk-militär allians mellan länder i området för att "hålla tillbaka kommunismen". I den indonesiska staden Bandung hade neutraliteten utropats som det som den underutvecklade världen skulle hålla sig till. Under det indonesiska valet 1955 försökte CIA hindra såväl Sukarnos nationalistparti som PKI genom att ge miljontals dollar till Masjumipartiet, en centerkoalition av muslimska organisationer, Försöket misslyckades. 1957 ansåg CIA att det krävdes ett mer direkt agerande. Man kontaktade indonesiska arméofficerare och andra som av olika anledning ville få bort Sukarno. Dessutom agerade CIA för att få till stånd en militär aktion från USA:s sida. Organisationen spred rykten om Sukarno och försåg USA:s utrikes- och försvarsdepartement med alarmerande rapporter innan man lade fram förslaget att stödja indonesiska militärer som ville minska Sukarnos makt. Sedan CIA:s plan godkänts i november 1957 startades den paramilitära organisationen. Huvudkvarter för operationen lades i Singapore. Upprorsmän beväpnades, utrustades och utbildades av den amerikanska armen. Amerikanska flottans ubåtar patrullerade utanför Sumatras kust och landsatte trupper med förnödenheter och kommunikationsutrustning. USA:s flygvapen släppte ned vapen på indonesiskt territorium. En eskader med 15 stycken B26-bombplan gjordes tillgänglig för operationen.
Upproret började bryta ut i början av 1958 på en del av den indonesiska ökedjan, för att sedan sprida sig. Den 15 maj hade ett CIA-plan bombat Ambons marknadsplats och dödat ett stort antal civila. Tre dagar senare bombades Ambon ytterligare en gång och en CIA-pilot vid namn Allen Lawrence Pope sköts ned och tillfångatogs. Sedan det avslöjats att en CIA-pilot bombat och upprorsmännen dessutom hade föga framgångar, beslöt CIA att avsluta operationen, I slutet av juni hade de indonesiska trupperna som var lojala mot Sukarno helt krossat upproret.

### Massakern 1965-1966
Den 30 september 1965 genomfördes en blodig statskupp, möjligen av kommunistpartiet PKI som pekades ut som ansvariga. Den misslyckade kuppen åtföljdes av en motkupp, och armén som tagit makten under general Suhartos ledning startade ett blodigt massmord på påstådda kommunister och kommunistsympatisörer. Antikommunistiska organisationer och individer, i synnerhet muslimer, uppmuntrades att deltaga i mördandet av alla som misstänktes för att vara PKI-sympatisörer. Indoneser av kinesiskt ursprung föll också offer, Massakern i Indonesien 1965–1966 blev en av 1900-talets värsta massakrer. Det dödades mellan 100 000 och 2 miljoner människor; uppgifterna varierar.

### Suharto tar makten
I mars 1967 övertog generalmajor Suharto makten från Sukarno. Under hans styre förbjöds kommunistiska partier, regimkritiker fängslades, och censuren var utbredd. De första fem åren försökte presidenten införa det slags demokratiska struktur som finns i västvärlden, men från 1970 blev hans styre allt mera auktoritärt.
Suharto styrde landet 1967-1998 och anklagas för både korruption och folkmord.

#### Politiska fångar
När Suharto tog makten 1965 hade Amnesty ännu inga resurser att bevaka skeendet med egna utredare. En första utredning på plats gjordes i januari 1975, och då gällde det främst de politiska fångar som fanns i landet. Man konstaterade att det fanns minst 55 000 personer fängslade utan rättegång eller dom. Det stora flertalet av dem som greps 1965 satt fortfarande fängslade, i den mån de hade överlevt.

### Reformationen
Åren 1997–1998 drabbades Indonesien hårt av den ostasiatiska finanskrisen, och Suharto anklagades samtidigt för korruption. Den 21 maj 1998 avgick han som president efter massiva protester mot hans styre. Hans avgång inledde den epok som kallas reformationen. Vicepresident Habibie efterträdde honom, och kvarblev på posten till valet 1999, som skedde efter flera demokratiska reformer vilka Habibie införde. Med 35 % blev PDI-P vinnare, och Abdurrahman Wahid valdes till landets president. Efter flera anklagelser mot honom, avgick han varefter vicepresident Megawati Sukarnoputri den 23 juli 2001 tillträdde som president; hon var för övrigt dotter till Sukarno. Megawati genomförde flera fundamentala demokratiska reformer. År 2004 hölls det första direkta presidentvalet i landet, varmed Susilo Bambang Yudhoyono blev president.

### Invasionen av Östtimor
År 1975 invaderade Indonesien Östtimor, och ockuperade området i 25 år. Under den tiden skedde flera brott mot de mänskliga rättigheterna, vilket har fördömts internationellt. Bland de värre övergreppen var Santa Cruz-massakern 1991. År 1999 hölls ett val i Östtimor om dess framtid, då majoriteten röstade för självständighet, och efter svåra övergrepp från Indonesiens militär samt deporteringar, överlämnade Indonesien landet till FN samma år.

### Konflikter inom landet
I provinserna Aceh, Papua (tidigare Irian Jaya) och Papua Barat har det förekommit väpnade konflikter och gerillakrig med separatiströrelser. Det område som idag är Papua och Papua Barat utgör den västliga delen av ön Nya Guinea (se Västpapua) och annekterades av Indonesien 1969 efter att först ha ockuperats 1961. Indonesien har mycket hårt slagit tillbaka alla krav på självständighet, som bland annat höjts av separatiströrelsen Organisasi Papua Merdeka (OPM). Det uppskattas att hundratusentals inhemska papuaner har fått sätta livet till i konflikten.
På Bali och Jakarta har islamister genomfört terrorbombningar. Den värsta attacken var 2002, då även turister drabbades, vilket har påverkat landets turistnäring mycket negativt.  Lördagskvällen den 12 oktober 2002 utgör en vattendelare i indonesisk politik. Då utfördes tre samordnade sprängattentat i turistområdet Kuta Beach på Bali. 202 människor dödades och över 300 skadades. Flertalet dödsoffer var utländska turister, däribland 88 australier och sex svenskar. Bakom dådet låg den regionala muslimska extremistgruppen Jemaah Islamiah (JI), som slogs för en islamistisk stat i den muslimska delen av Sydöstasien. Numera är JI splittrad i en mängd mindre grupper.
En väpnad kamp för självständighet pågick i provinsen Aceh på Sumatras nordspets mellan 1976 och 2005, då ett fredsavtal kunde ingås. Kriget utspelades mellan den separatistiska gerillan Rörelsen för ett fritt Aceh (Gerakan Aceh Merdeka, GAM) och den indonesiska regeringen och militären. Det beskrevs oftast som lågintensivt med perioder av offensiver från militärens sida.

### Nutida Indonesien
Indonesien har sedan slutet av 1990-talet utvecklats i tydlig demokratisk riktning, även om rättssäkerheten ännu är svag och korruptionen utbredd. Militären har lyckats behålla ett informellt inflytande över politiken. Indonesien betecknas dock numera som en demokrati där de politiska ledarna utses i fria och rättvisa val. 
I parlamentsvalet i april 2009 indikerade de första röstresultaten en seger för president Susilo Bambang Yudhoyonos parti PD.
Partiet har profilerat sig som reformsinnat med korruptionsbekämpning som en av de viktigaste frågorna.
Joko Widodo, tidigare möbelfabrikör och guvernör i Jakarta, valdes till Indonesiens president i juli 2014. Därmed fick landet sin första statschef utan bakgrund i den traditionella politiska och/eller militära eliten. Widodo, som valdes om för en ny femårsperiod i april 2019, har fått erkännande för sina ambitiösa satsningar på infrastruktur. Samtidigt har han fått kritik för landets relativt svaga ekonomiska utveckling och – av en del konservativa krafter – för att vara "oislamisk".

## Geografi

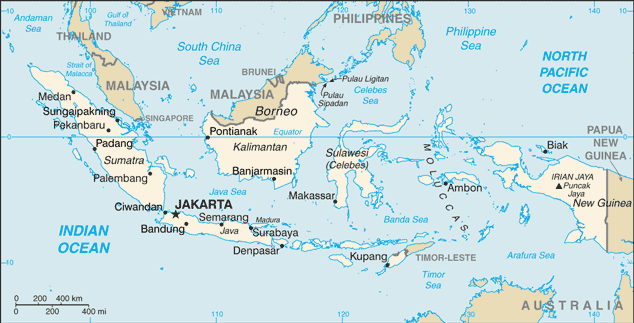
Karta över Indonesien.

### Topografi och hydrografi
Flera av de över 17 000 öarna som utgör Indonesien, är bildade av vulkaniska berg, av vilka en del har mycket hög höjd, mellan 3000 och 5000 meter över havet. Bortåt 70 vulkaner är aktiva. Det omgivande havet är likaledes djupt med flera djuphavsgravar. Landet utgörs dock huvudsakligen av kustligt lågland. Belägen mitt på skarven mellan den eurasiska och den indoaustraliska kontinentalplattan, drabbas området ofta av naturkatastrofer. 1883 dog befolkningen på en hel ö, omkring 30 000 människor, i en tsunami. Vid tsunamikatastrofen 2004 dog eller försvann över 167 000 personer, och stora landområden ödelades, vilket var en svår humanitär katastrof. Ön Pamanaön i södra delen av landet är den sydligaste platsen i världsdelen Asien.
Endast omkring 6 000 öar är bebodda. Jorden har genom vulkanernas askregn blivit mycket bördig, och det tropiska kustklimatet leder till att nederbörden är god. En stor del av ytan täcks av regnskog, men skövling har lett till jorderosion.

### Klimat
Öarna ligger på ekvatorn varför klimatet är tropiskt och hett. Landet drabbas ofta av såväl översvämningar som torka. 

### Växt- och djurliv
Med så långsträckt kust och det tropiska klimatet finns en mångfald av ekosystem på Indonesien. Skillnaden mellan det asiatiska och det australasiatiska skissades upp av britten Alfred Russel Wallace, och gränsen kallas Wallacelinjen. Därtill finns ett område med helt egenartad artrikedom, som kallas Wallacea.
Indonesien har, efter Brasilien, den näst största biodiversiteten i världen till följd av det tropiska klimatet, arkipelagiska geografin och sin enorma yta. Floran och faunan uppvisar en blandning av typiska asiatiska och australasiatiska arter. Stora Sundaöarna hörde fast vid den asiatiska kontinenten, varför arterna där är desamma som i Asien. Större arter som elefant, noshörning, leopard, tiger och orangutang, minskar drastiskt i antal. Det finns fortfarande större skogar där som möjliggör arternas fortlevnad, men dessa avverkas i snabb takt. Sulawesi, Moluckerna och några andra öar, skildes tidigare från fastlandet, och där har en unik artrikedom utvecklats. Nya Guinea hörde förr ihop med Australien, och deras arter sammanfaller delvis.

### Naturskydd och miljöproblem
Som naturskydd har Indonesien lite mer än 8 % av landytan bland annat genom jaktreservat, naturreservat och nationalparker. Fyra nationalparker är upptagna på Unescos Världsarvslista: Komodo nationalpark, Lorentz nationalpark, Sumatras tropiska regnskog, och Ujung Kulon nationalpark.
Inom ramen för Unesco har ett flertal platser förklarats vara biosfärområden.
Den hastiga industrialiseringen utgör ett allvarligt hot mot ekologin. Den indonesiska regeringen prioriterar visserligen miljöfrågor, men måste samtidigt väga dem mot den utbredda fattigdomen i landet. Viktiga miljöpolitiska frågor är den hastiga skogsskövlingen (till stor del illegal), skogsbränder med tillhörande rökproblem, samt överfiske. Problem med anledning av urbanisering, som luftföroreningar, avfallshantering och vattenresurser, är ytterligare några centrala spörsmål. En mängd arter djur och växter är utrotningshotade, däribland 140 arter däggdjur.
Orangutangen är en av de djurarter som räknas som utrotningshotad. Namnet Orangutang kommer från indonesiskans ord för "skogsmänniska". Idag tros endast 50 000 orangutanger finnas kvar i det vilda på Borneo. När regnskogen skövlas och palmoljeplantagen breder ut sig försvinner orangutangens hem och möjlighet att finna mat. När de söker sig in i palmoljeplantagen på jakt efter föda dödas de vuxna orangutangerna, då de ses som skadedjur. Orangutangungarna tillfångatas och hålls som husdjur, trots att det är olagligt i Indonesien. Idag jobbar flera organisationer med att bevara den vilda orangutangen, bland annat genom rehabilitering av orangutangungar som fritagits från människor. I Nyaru Menteng ligger världens största rehabiliteringscenter för orangutanger. Centret är grundat av danska Lone Drøscher Nielsen.

## Styre och politik

### Författning och styre

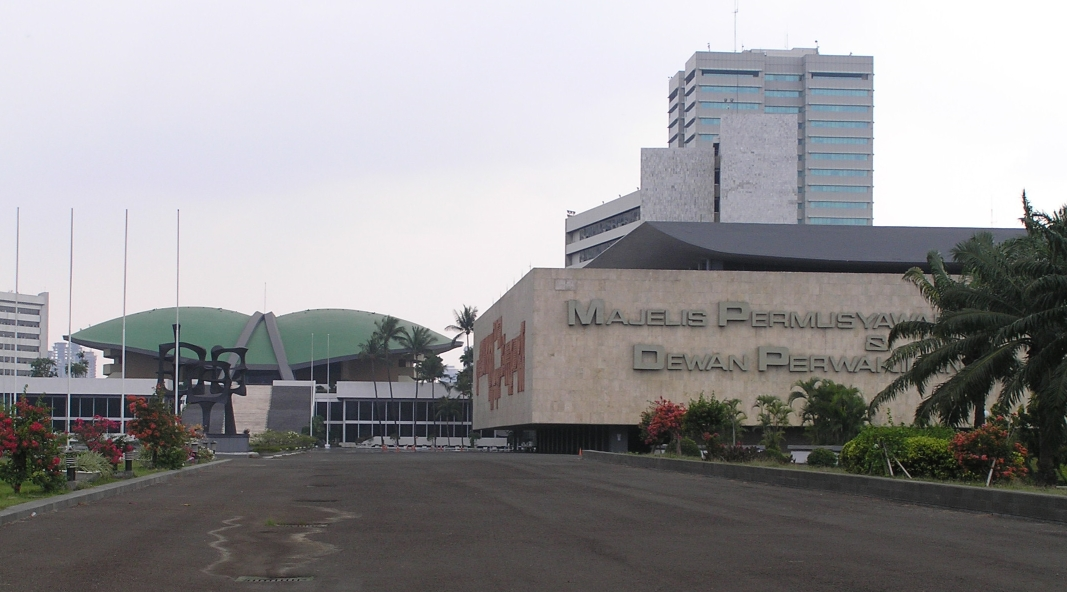
Parlamentsbyggnaden i Jakarta.

Grundlagen är från 1945, men har sedan dess genomgått flera större ändringar. Grundlagen bygger på den för landet egenartade filosofin på buddhistisk grund, Pancasila, ett ord som är en sammansättning på sanskrit och betyder ”de fem principerna”. Dessa fem principer är tron på en enda Gud, humanitär och medmänsklig behandling av människor, Indonesiens enhet, konsensusinriktad demokrati, och social rättvisa för alla Indonesiens folk.
Indonesien är en republik med presidentialism. Presidenten, som kan sitta som längst två mandatperioder om fem år vardera, är både stats- och regeringschef, militärens högste befälhavare, deltar i lagstiftningsprocessen, och är ytterst ansvarig för såväl inrikes- som utrikespolitiken. Presidenten utser sina ministrar och de behöver inte rekryteras från den folkvalda församlingen. Sedan valet 2004 är presidenten och vicepresidenten direktvalda. 
Den nuvarande presidenten är Prabowo Subianto, som tidigare var Indonesiens försvarsminister mellan 2019 och 2024. Vicepresident är Gibran Rakabuming Raka.
Presidenten och vicepresidenten valdes den 20 oktober 2024 och nominerades av Gerinda (Stora Indonesiska rörelsepartiet). Parlamentet är bikameralt (har två kammare), Dewan Perwakilan Rakyat (DPD) och Dewan Perwakilan Daerah (DPR). DPR är lagstiftande organ, och väljs med proportionellt valsystem. Den består av 550 ledamöter, varav 38 är utsedda av polisen och militären. Från och med 2009 skall ordningen med representanter valda av poliserna och militären vara avskaffat. DPR väljs partibundet, och DPD individuellt. DPD bildades 2001 och består av 168 ledamöter som representerar landets 33 olika provinser. DPD lägger fram lagförslag till DPR.

### Administrativ indelning

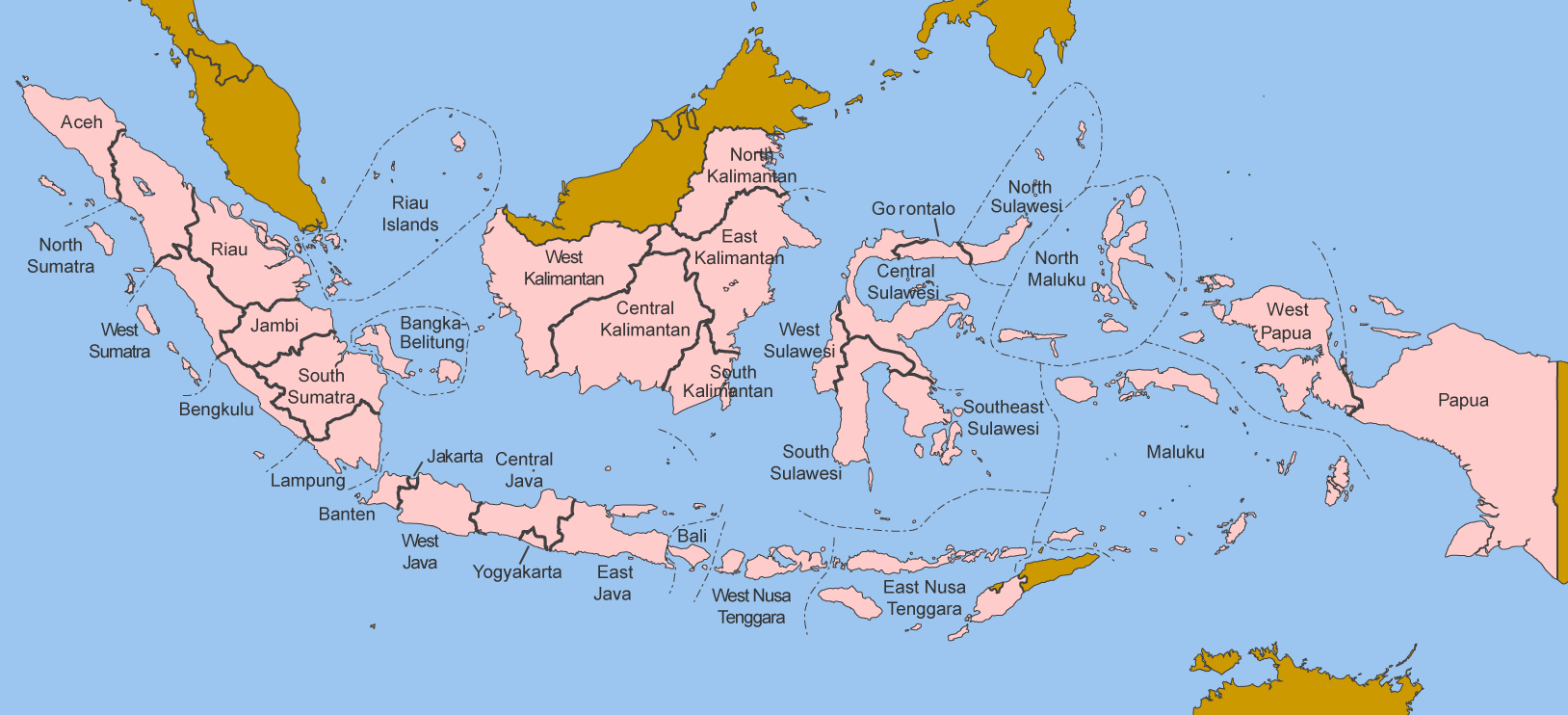
Indonesiens provinser.

Indonesien har 34 administrativa provinser varav två är autonoma regioner och en är huvudstaden. Provinserna är i sin tur uppdelade i regentskap (på indonesiska: kabupaten) och städer (på indonesiska: kota), vilka i sin tur är uppdelade i distrikt (vanligen kecamaten, men även andra benämningar förekommer.) Distrikten är i sin tur uppdelade i byar (desa) och stadsområden (kelurahan). Som regel är provinsernas ledare folkvalda.
De två autonoma regionerna är Aceh och Yogyakarta. Dessa områden har större autonomi än de andra provinserna: i Aceh har de styrande rätten att använda ett eget rättsligt system och instiftade med början 2002 en form av sharialagarna; Yogyakarta är fortfarande ett sultanat och har därmed en ovald sultan som guvernör.
Huvudstaden Jakarta styrs som de andra indonesiska provinserna trots att det bara är en enda stad, man har till exempel en guvernör istället för en borgmästare.
2019 tillkännagavs flyttningen av huvudstaden till ön Borneo (Kalimantan) och kommer att heta Nusantara.

### Politik

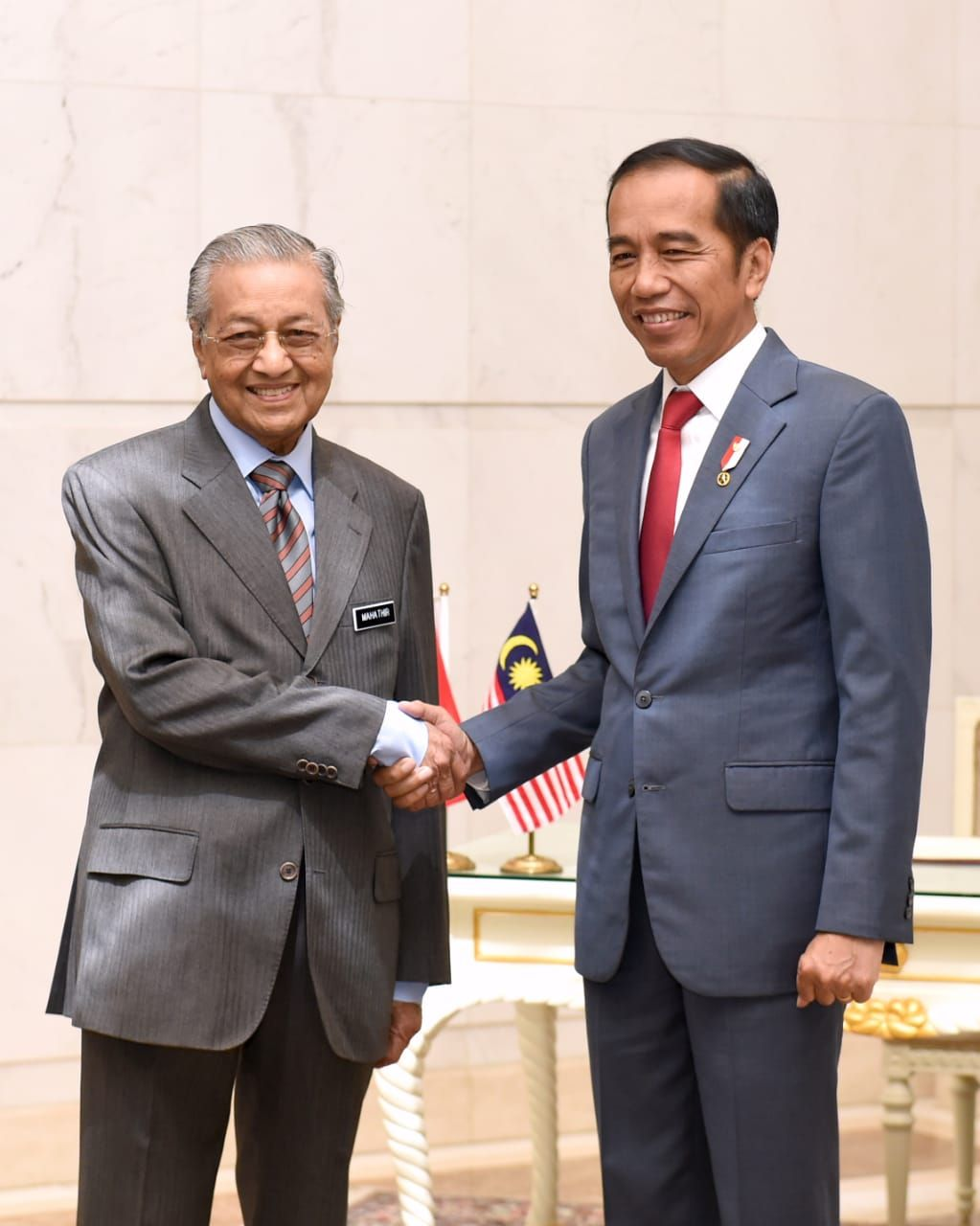
Joko Widodo möter Malaysias premiärminister Mahathir bin Mohamad 2019.

När Suharto föll från makten 1998, inleddes en omfattande demokratisering av Indonesien. Suhartos parti, Golkar, är fortfarande ett av de största partierna i landet, samman med det nationalistiska partiet PDI-P. Fastän landet blivit mycket mera öppet, och dessutom lämnade Östtimor 2002, har brister i rättsväsendet uppmärksammats internationellt vad beträffar rättskipning mot medlemmar av den forna regimen, för brott som maktmissbruk, korruption och krigsförbrytelser. Bland de anklagade finns flera högre politiker i Golkart, men anklagelserna har sällan lett till åtal, och de åtal som väckts har ofta lett till friande dom eller låg straffsats. Samtidigt har det faktum att åtal verkligen väckts visat att en stor samhällsförändring ägt rum. Andra politiska problem är den tilltagande terrorismen, med självmordsbombare, för vilka den terrorlistade organisationen Jemaah Islamiyah och andra islamister blivit utpekade som skyldiga. På grund av inrikespolitiska överväganden har presidenten inte förbjudit dessa organisationer. Terrorism har dock förekommit sedan kampen för självständighet 1945, och är i Indonesien inget modernt problem. I Aceh har en konflikt mellan regeringen och separatiströrelsen GAM lett till att regeringen 2003 förklarade att det råder militärt undantagstillstånd i delar av området, men efter tsunamin 2004 infördes vapenstillestånd. Konflikten bottnar i att invånare i Aceh menar att deras olje- och gastillgångar sugs ut av Jakarta. Indonesien har placerats på Tier 2 Watch för att de inte lyckats bekämpa traffickingen i landet, som är utbredd.

### Rättsväsen
Ledamöterna av högsta domstolen, Mahkamah Agung, nomineras av parlamentet och utses av presidenten. År 2004 övertog högsta domstolen ledningen över lägre domstolar, som tidigare hade letts av justitiedepartementet. År 2003 inrättades en författningsdomstol, Mahkamah Konstitusi. En arbetsdomstol inrättades 2006, och administreras under högsta domstolen. Landets rättssystem bygger delvis på den romerska rätten och på inhemsk sedvänja.

### Internationella relationer
Utrikespolitiskt har Indonesien bland annat varit ledande vid bildandet av ASEAN och deltagit i flera av FN:s fredsbevarande styrkor, till exempel i UNEF, den första styrkan som bildades (1956). Indonesien är det enda land som utträtt ur FN, vilket skedde 1965 med anledning av att Malaysia valdes in i Säkerhetsrådet; Indonesien erkände inte staten. Året därpå inträdde dock Indonesien återigen i FN. Med anledning av övergreppen i Östtimor kritiserades Indonesien internationellt. Genom FN har Indonesien spelat en framträdande roll för Kambodjafrågan.
Indonesien har flera gånger kritiserat USA:s Mellanösternpolitik, men sedan USA sände hjälpinsatser till Acehprovinsen efter tsunamin 2004 har relationerna förbättrats avsevärt. Därtill har de hårdare tagen mot terrorismen i Indonesien berömts av USA. Även relationerna till Singapore har varit kyliga, men förbättrats sedan Lee Hsien Loong kom till makten.
Som stormakt i Sydöstasien har Indonesien länge prioriterat regionala frågor i utrikespolitiken. Trots det har landet haft en rad svåra konflikter med grannländer, inte minst med Malaysia och Östtimor. Ockupationen av Östtimor 1975–1999 låg i decennier som en skugga över Indonesiens kontakter med omvärlden. Idag är dock de utrikespolitiska relationerna över lag goda, även med Östtimor. Indonesien får militärt stöd av USA i kampen mot terrorism.

### Försvar
Landets väpnade styrkor, Tentara Nasional Indonesia, TNI, lyder direkt under presidenten.

## Ekonomi och infrastruktur
Indonesien är världens sextonde största ekonomi (räknat efter Bruttonationalprodukt (BNP)). Landet är medlem i G-20 och klassificeras som ett nyligen industrialiserat land. Indonesien är Sydöstasiens största ekonomi. Landet lockar numer investerare med en stor konsumentmarknad, rika naturtillgångar och politisk stabilitet.
Antalet fattiga minskade från 50 procent till 11 procent under 1960-talet och fram till den östasiatiska finanskrisen 1997. Landets svaga finanssystem var en orsak till att landet drabbades värre än andra av denna, och andelen fattiga ökade då till 20 procent. Terrordåd har varit påfrestande på ekonomin. Efter Asienkrisen 1998 genomgick 
landet en omfattande ekonomisk omvandling.
Fattigdomen var 2005 åter under 20 procent, men landet erhöll stöd från andra länder. Problem med arbetslöshet, korruption, ett svagt finanssystem och för små investeringar fortsatte, men ett reformprogram antogs 2006.
Sedan början av 2000-talet har Indonesiens ekonomi visat stark tillväxt, med en årlig tillväxt på 4-6 procent av BNP. År 2017 uppskattas Indonesiens BNP till 3 241 miljarder USD, och BNP per capita uppskattades samma år till 12 400 USD. Coronapandemin från våren 2020 innebar att Indonesiens ekonomi vände nedåt och miljontals människor blev arbetslösa.

### Näringsliv

#### Jordbruk
Jordbruket är landets största näring. Det indonesiska jordbruket producerar i huvudsak gummi, ris, bananer, kryddor, kaffe och kokosnötter. Den i Indonesien utvecklade terrasseringen av risfält har tagits efter i andra delar av världen, huvudsakligen genom aktiva insatser från FN; odlingstekniken är specifik för landet och mycket gynnsam.

#### Energi och råvaror
Indonesien är rikt på naturresurser, i synnerhet olja, naturgas, skog, mineraler, och via jordbruket. Trots landets stora petroleumtillgångar väljer landet att importera olja från andra stater, men exporterar också i ungefär samma mängd.

#### Industri
Hantverk och elektronik är viktiga exportprodukter. Gruvindustrin utvinner guld, silver, och koppar. 

### Handel
Indonesiens viktigaste handelspartners är Kina, Japan, USA, Singapore, Australien och Malaysia.

### Infrastruktur

#### Transporter

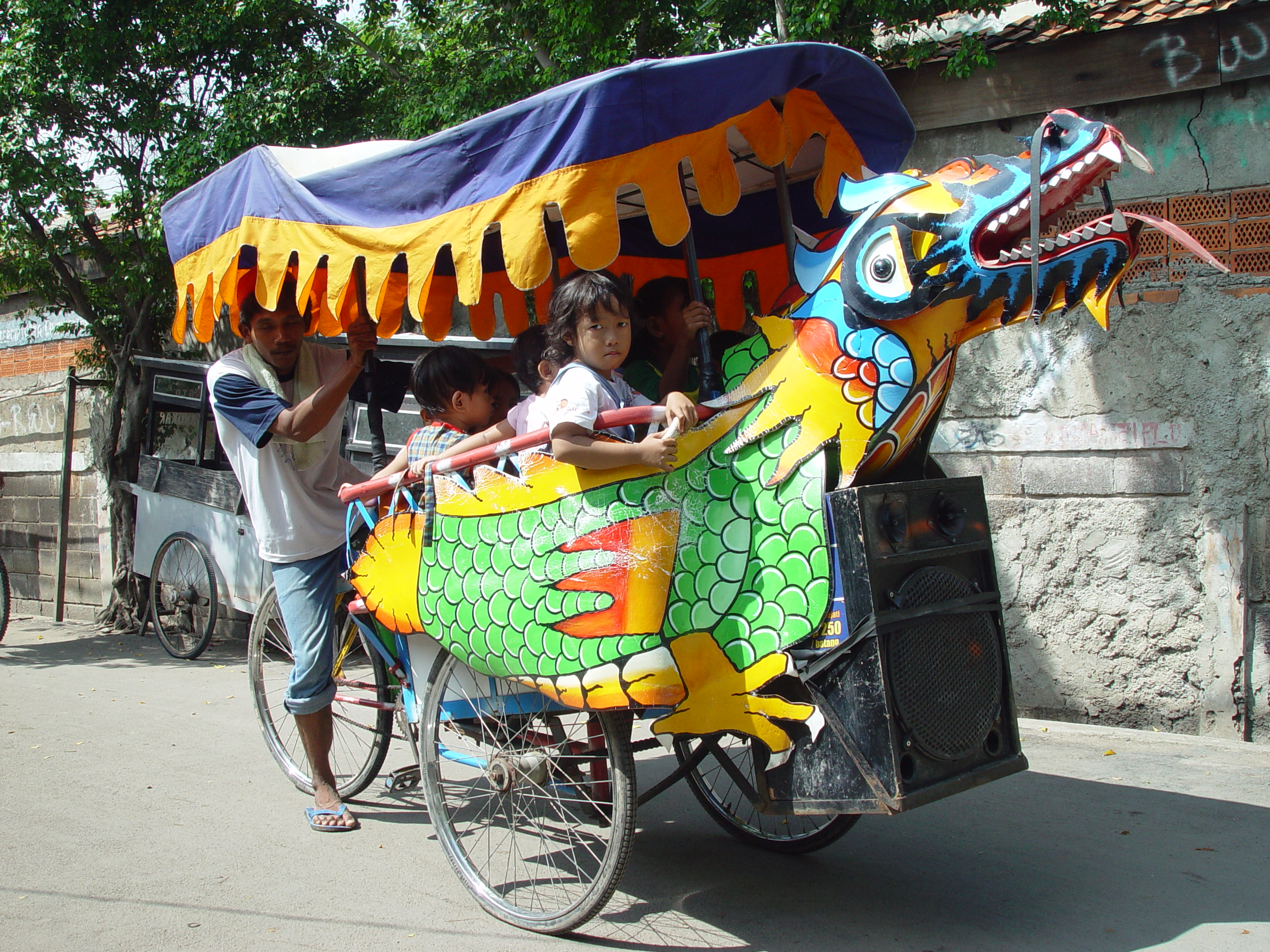
En cykel i Indonesien.

Indonesien är ett örike vilket har gjort att man har omfattande båttrafik och på senare år även en omfattande flygtrafik, särskilt där vanlig land- eller sjötrafik är minimal eller omöjlig. Vägnätet är väl uppbyggt och det finns även fyra järnvägssystem (som ej är anslutna till varandra), främst använda för att transportera varor.

## Befolkning

### Demografi

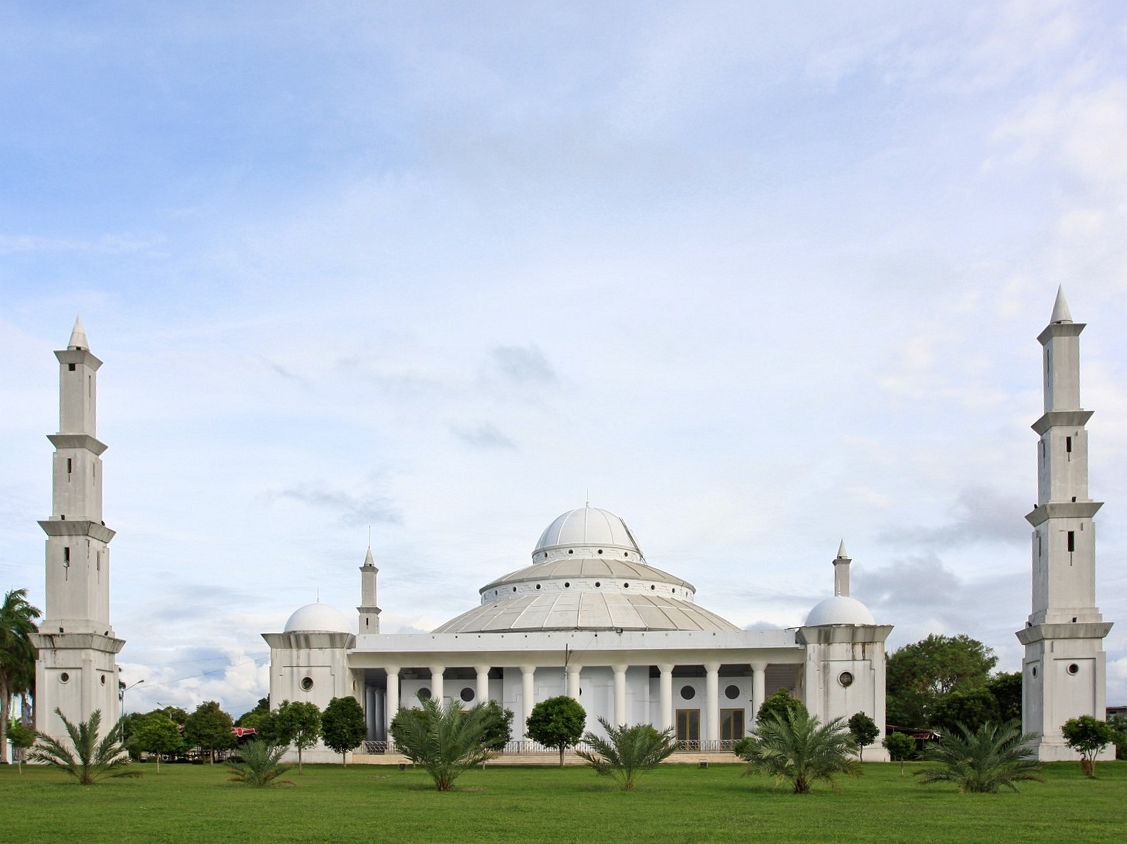
Indonesien har världens största muslimska befolkning. På bilden en moské på Sumatra.

Indonesien är det fjärde mest folkrika landet i världen. Mellan 1965 och 1980 växte Indonesiens befolkning med ett genomsnitt på 2,4 procent per år. Efter det har tillväxten avtagit, och mellan 2005 och 2015 låg den på 1,3 procent per år. Trots denna nedgång innebär det fortfarande en årlig ökning med cirka 3 miljoner människor.

#### Större städer
De tre största städerna i Indonesien ligger på Java: Jakarta, Surabaya och Bandung. Jakartas storstadsområde är ett av världens mest folkrika, med cirka 30 miljoner invånare enligt uppskattningar från 2019. Sumatras största stad är Medan. Dessa städer är inte bara ekonomiska och administrativa centra utan också viktiga kulturella knutpunkter.

#### Urbanisering
Befolkningen är mycket ojämnt fördelad över landets öar. Öarna Java, Madura och Bali, som utgör cirka 8 procent av landets totala yta, rymmer mer än 60 procent av befolkningen. Java är en av de mest tätbefolkade regionerna globalt, och under det senaste seklet har det skett en stor inflyttning till ön, vilket lett till att den blivit alltmer överbefolkad. Regeringarna har länge försökt minska befolkningstrycket genom att initiera omflyttningsprogram och flytta invånare till andra öar, men Java fortsätter att ha ett inflyttningsöverskott. År 2023 bodde nästan 60 procent av landets befolkning i städer, och en stor mängd fattiga och arbetslösa från landsbygden flyttar till storstäderna. Den snabba urbaniseringen är tydlig, och landets städer växer snabbt. Detta är en effekt av den ökande befolkningstillväxten och den starka strömmen av landsbygdsbefolkning som söker arbete och bättre levnadsvillkor i de större stadsområdena.

#### Minoriteter
Indonesien har en befolkning som representerar över 300 etniska grupper, och landets sammansättning är ett resultat av långvarig invandring. De ursprungliga invånarna, som tillhörde de så kallade protomalajerna, härstammar från södra Kina och Indokina och lever främst på Borneo, Sumatra, Sulawesi och östra Små Sundaöarna. Dessa folkgrupper livnär sig ofta på svedjebruk, där byn eller släktgruppen är den centrala sociala enheten. Lokala animistiska religioner är fortfarande vanliga, även om kristendomen haft stor påverkan under århundraden av mission.

#### Migration
Malajer började invandra från det sydkinesiska fastlandet omkring 500 f.Kr. och spred sig till Borneo, Sumatra, Java, Bali och Lombok. Idag utgör malajer, eller malaj-indoneser, över 90 procent av befolkningen. Den malajiska kulturen, som främst är koncentrerad till Java och Bali, har påverkats av indiska, arabiska och senare också islamiska influenser. En annan betydande invandrargrupp är kineserna, som uppgår till cirka 1,7 miljoner enligt folkräkningen från 2000. De flesta av dem bor på Java och är uppdelade i flera undergrupper, där vissa, som peranakankineserna, har assimilerats till den malajiska kulturen. I Papua (Irian Jaya) utgörs majoriteten av befolkningen av papuanska folk, vars kultur är mycket annorlunda än den i resten av Indonesien. Deras överlevnad hotas idag av regeringens folkomflyttningsprogram, där miljontals människor ska flyttas från Java till Papua.

### Språk
Det talas omkring 300 språk och dialekter i Indonesien. De flesta invånarna i landet talar sitt lokala språk, av vilka javanesiska och sundanesiska har störst utbredning, och utöver detta är det officiella språket indonesiska. De flesta indoneserna talar därför indonesiska som sitt andraspråk.[källa behövs]

### Religion
Cirka 88 % av landets befolkning är muslimer, huvudsakligen sunnimuslimer. Landet har därmed den största muslimska befolkning av alla länder i världen. Den kristna minoriteten är på cirka 8 %, varav 5 % är protestanter. På Bali är befolkningen i huvudsak hinduer; dessa utgör cirka 2 % av landets totala befolkning, medan 1 % är buddhister. Dessutom finns flera mindre, inhemska religioner.[källa behövs]
Indonesien har formellt religionsfrihet enligt konstitutionen, men i praktiken är den mycket begränsad. Endast sex religioner (islam, protestantism, katolicism, hinduism, buddhism och konfucianism) har officiell religionsstatus och lagen kräver att alla i sina identitetshandlingar bekänner sig till någon av dessa. Andra religioner saknar skydd och detsamma gäller för ateister.[källa behövs] Hädelse är ett brott som kan straffas med fängelse, och offentligt deklarerad ateism kan räcka för att dömas.

## Kultur
Med omkring 300 etniska grupper är den kulturella mångfalden i Indonesien märkbar, men modern indonesisk kultur är ofta en blandning av dessa etniska element. Bortsett från ursprungsbefolkningarnas kulturer, finns betydande kulturpåverkan från indier, araber, kineser, malajer och européer.

### Konstarter

#### Musik och dans
Vad beträffar indonesisk musik skiljer sig den åt i städerna och på landsbygden. På landsbygden spelas ännu traditionell folkmusik, varav de två viktigaste genrerna är gamelan och keroncong. Den indonesiska musiken är i mycket uppbyggd av slagverk. Det första indonesiska rockbandet var God Bless.
Traditionella danser på Java och Bali har lånat drag från hinduismen, som i skuggdansen wayang kulit vilken återberättar hinduistiska myter; skuggdans kan spelas med dockor, och kallas då dalang. Dansen är typiskt narrativ och scenisk, men kan vara sakral eller profan. Tempeldansen legong och krigsdanser är två andra typiska danser. 

#### Bildkonst
I hela Indonesien tillverkas textilierna batik, ikat och songket med olika lokala varianter.

#### Film
Den första indonesiska filmen var Loetoeng Kasaroeng från 1926. Efter landets självständighet förbjöds import av utländsk film och den indonesiska filmindustrin nådde sin höjdpunkt på 1980-talet för att sedan minska kraftigt på 1990-talet i takt med att import av utländsk film ökade. Filmindustrin har fått ett uppsving igen på 2000-talet och produktionen består till stora delar av skräckfilmer, romantiska komedier och dramer. Jakarta International Film Festival, landets viktigaste filmfestival, hålls årligen sedan 1998. Sedan den tidigare presidenten Suharto avgick från makten 1998 har tryckfriheten ökat.

### Traditioner

#### Matkultur
Det indonesiska köket har fått sin särprägel av den unika kulturblandning som förekommer i området. I hela landet är ris basföda, och chili och kokosmjölk de vanligaste smaksättningarna. Fisk och kyckling är vanligare än nötkött, eftersom det senare brukar vara dyrt.

## Internationella rankningar
| Organisation                                | Undersökning                   | Rankning   |
| ------------------------------------------- | ------------------------------ | ---------- |
| Heritage Foundation/The Wall Street Journal | Index of Economic Freedom 2019 | 56 av 180  |
| Reportrar utan gränser                      | Pressfrihetsindex 2019         | 124 av 180 |
| Transparency International                  | Korruptionsindex 2018          | 89 av 180  |
| FN:s utvecklingsprogram                     | Human Development Index 2018   | 111 av 189 |